# Nyctemera acceptum
Nyctemera acceptum är en fjärilsart som beskrevs av Swinhoe 1892. Nyctemera acceptum ingår i släktet Nyctemera och familjen björnspinnare. Inga underarter finns listade i Catalogue of Life.